# Fontenelle (cráter)

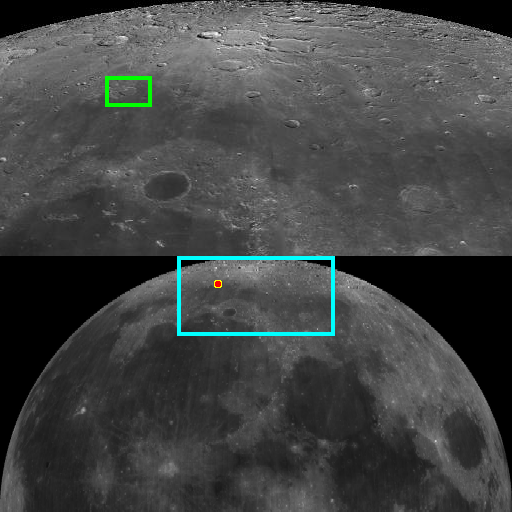
Localización de Fontenelle sobre el globo lunar

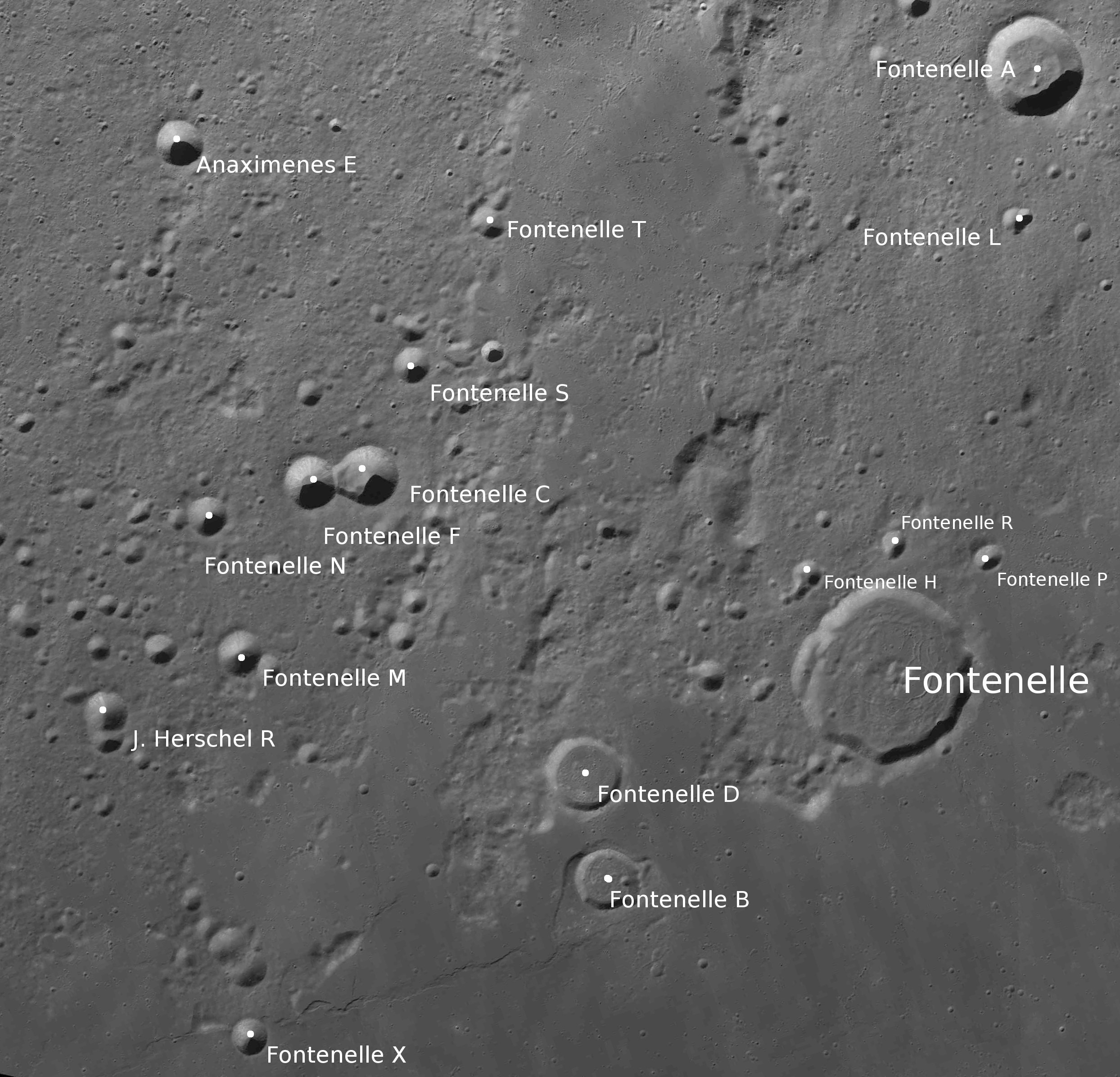
Localización de Fontenelle. Fotografía de la misión
Lunar Reconnaissance Orbiter

Fontenelle es un cráter de impacto que se encuentra en el borde norte del Mare Frigoris, en la zona norte de la Luna. Al noreste aparece el  remanente del cráter Birmingham. Debido a su ubicación, este cráter aparece de forma oval cuando se observa desde la Tierra debido a la perspectiva.
El brocal de este cráter es generalmente circular, pero el borde es irregular y en algunos lugares tiene una apariencia dentada. Esto es particularmente cierto a lo largo del suroeste y el borde oriental. El borde se proyecta sobre la superficie del Mare Frigoris, y un dorsum recorre varios cráteres desde el sureste del brocal. El borde occidental está unido al terreno áspero al oeste y noroeste.
|  |

El interior de Fontenelle tiene una apariencia rugosa en el lado norte. Presenta una amplia colina central de baja altura en su punto medio, y algo de terreno áspero al oeste de esta elevación. Solo unos pocos cráteres minúsculos marcan la superficie del suelo.
Al sur de Fontenelle se halla un pequeño cráter en el mar lunar que está rodeado por una capa de material de alto albedo. Este cráter muestra una cierta semejanza con el cráter Linné en el Mare Serenitatis. Este elemento se localiza a unos 15 kilómetros al norte-noroeste de Fontenelle G, y carece de designación.
Al este de Fontana aparece una configuración geométrica inusual en la superficie con una forma angular, que llegó a ser conocida como "la plaza de Mädler", en memoria del selenógrafo Johann Mädler. Es más o menos de forma cuadrada, pero aparece en forma de rectángulo, debido al escorzo. Este elemento es citado en muchos de los primeros libros de que describieron la Luna.

## Cráteres satélite
Por convención estos elementos son identificados en los mapas lunares poniendo la letra en el lado del punto medio del cráter que está más cerca de Fontenelle.
|            | \| Fontenelle \| Coordenadas \| Diámetro \| \| ---------- \| ----------------------------- \| -------- \| \| A \| 67°30′N 16°06′O / 67.5, -16.1 \| 21 km \| \| B \| 61°54′N 23°00′O / 61.9, -23.0 \| 14 km \| \| C \| 64°24′N 27°12′O / 64.4, -27.2 \| 13 km \| \| D \| 62°30′N 23°24′O / 62.5, -23.4 \| 17 km \| \| F \| 64°24′N 28°12′O / 64.4, -28.2 \| 11 km \| \| G \| 59°30′N 18°18′O / 59.5, -18.3 \| 4 km \| \| H \| 64°06′N 20°06′O / 64.1, -20.1 \| 6 km \| \| K \| 69°36′N 15°36′O / 69.6, -15.6 \| 7 km \| \| L \| 66°30′N 16°36′O / 66.5, -16.6 \| 6 km \| \| M \| 63°06′N 28°48′O / 63.1, -28.8 \| 9 km \| \| N \| 64°00′N 29°42′O / 64.0, -29.7 \| 8 km \| \| P \| 64°06′N 17°12′O / 64.1, -17.2 \| 6 km \| \| R \| 64°18′N 18°48′O / 64.3, -18.8 \| 6 km \| \| S \| 65°18′N 26°42′O / 65.3, -26.7 \| 7 km \| \| T \| 66°18′N 25°42′O / 66.3, -25.7 \| 7 km \| \| X \| 60°30′N 27°48′O / 60.5, -27.8 \| 7 km \| |          |
| Fontenelle | Coordenadas | Diámetro |
| A          | 67°30′N 16°06′O / 67.5, -16.1 | 21 km    |
| B          | 61°54′N 23°00′O / 61.9, -23.0 | 14 km    |
| C          | 64°24′N 27°12′O / 64.4, -27.2 | 13 km    |
| D          | 62°30′N 23°24′O / 62.5, -23.4 | 17 km    |
| F          | 64°24′N 28°12′O / 64.4, -28.2 | 11 km    |
| G          | 59°30′N 18°18′O / 59.5, -18.3 | 4 km     |
| H          | 64°06′N 20°06′O / 64.1, -20.1 | 6 km     |
| K          | 69°36′N 15°36′O / 69.6, -15.6 | 7 km     |
| L          | 66°30′N 16°36′O / 66.5, -16.6 | 6 km     |
| M          | 63°06′N 28°48′O / 63.1, -28.8 | 9 km     |
| N          | 64°00′N 29°42′O / 64.0, -29.7 | 8 km     |
| P          | 64°06′N 17°12′O / 64.1, -17.2 | 6 km     |
| R          | 64°18′N 18°48′O / 64.3, -18.8 | 6 km     |
| S          | 65°18′N 26°42′O / 65.3, -26.7 | 7 km     |
| T          | 66°18′N 25°42′O / 66.3, -25.7 | 7 km     |
| X          | 60°30′N 27°48′O / 60.5, -27.8 | 7 km     |